# Сухі ліси Бальсасу
Сухі ліси Бальсасу (ідентифікатор WWF: NT0205) — неотропічний екорегіон тропічних та субтропічних сухих широколистяних лісів, розташований на півдні Мексики.

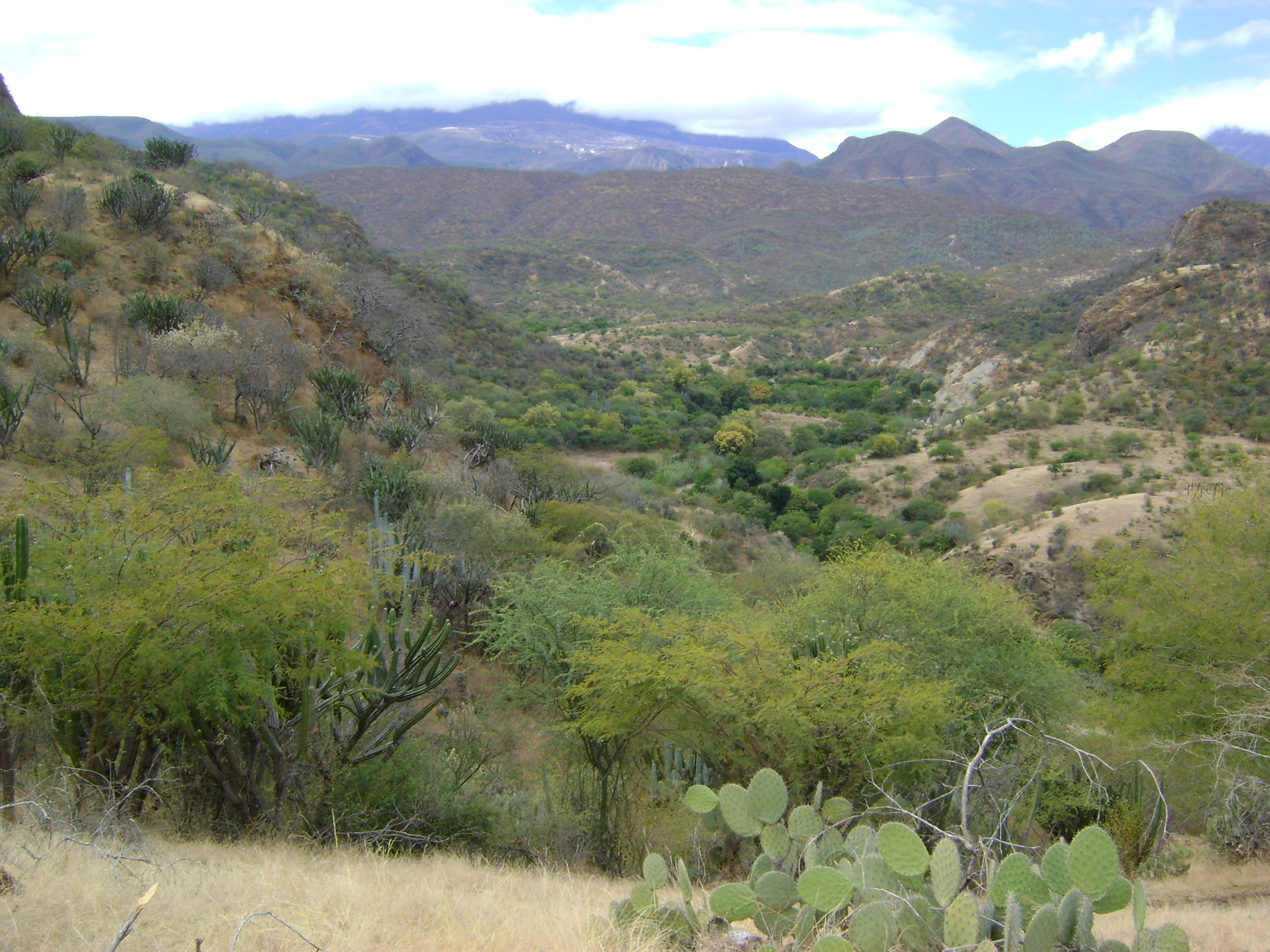
Сухі ліси в околицях Томелліна (Оахака)

## Географія
Екорегіон сухих лісів Бальсасу охоплює Бальсаську западину — велику міжгірську западину, що простягається із заходу на схід через територію штатів Халіско, Мічоакан, Герреро, Мехіко, Морелос, Пуебла та Оахака. Деякі частини цієї западини лежать на висоті 200 м над рівнем моря, тоді як навколишні гірські хребти підіймаються на висоту понад 1000 м над рівнем моря, а деякі гірські вершини — на понад 2000 м над рівнем моря. З півночі Бальсаська западина обмежена горами Трансмексиканського вулканічного поясу, з півдня — горами Південної Сьєрра-Мадре, а зі сходу — горами Сьєрра-Мадре-де-Оахаки. Більша частина Бальсаської западини лежить у басейні річки Бальсас — головної річки Південної Мексики, яка бере початок в горах Пуебли, тече на південний захід та впадає у Тихий океан. З геологічної точки зору в регіоні переважають осадові породи, однак у передгір'ях Трансмексиканського вулканічного поясу зустрічається багато магматичних порід.
У навколишніх горах сухі ліси екорегіону переходять у сосново-дубові ліси Трансмексиканського вулканічного поясу, сосново-дубові ліси Південної Сьєрра-Мадре та у сосново-дубові ліси Сьєрра-Мадре-де-Оахаки. На схід від Бальсаської западини лежить екорегіон маторалю Теуаканської долини, а на південь, в районі гирла Бальсасу, — екорегіон Південно-Тихоокеанських сухих лісів.

## Клімат
В межах екорегіону переважає саванний клімат (Aw за класифікацією кліматів Кеппена), а у районах на заході — напівпустельний клімат (BSh за класифікацією Кеппена). Середньорічна кількість опадів в регіоні не перевищує 1200 мм, більшість з яких випадає під час літнього сезону дощів. Яскраво виражений сухий сезон може тривати до восьми місяців.

## Флора
Основними рослинними угрупованнями екорегіону є тропічні листяні ліси, дерева в яких скидають листя під час тривалого сухого сезону, та колючі чагарникові ліси. У долинах, де переважають глибокі, вологі ґрунти, зустрічаються тропічні напівлистяні ліси.
Серед дерев, що переважають в лісах екорегіону, слід відзначити різні види бурзер (Bursera spp.), зокрема довгоніжкову бурзеру (Bursera longipes), морелоську бурзеру (Bursera morelensis), запашну бурзеру (Bursera odorata) та духмяну бурзеру (Bursera fagaroides). Також в екорегіоні поширені високі чупандії (Cyrtocarpa procera), дрібнолисті сейби (Ceiba aesculifolia subsp. parvifolia), мексиканські бразілетто (Haematoxylum brasiletto), розлогі кебрачо (Lysiloma divaricatum), пало-бобо (Ipomoea murucoides) та різноманітні кактуси, зокрема різні види пахіцереусів (Pachycereus spp.) та цефалоцереусів (Cephalocereus spp.). Трав'яний ярус в сухих лісах регіону, як правило, розріджений. Він включає короткоповислу граму (Bouteloua curtipendula), бородату граму (Bouteloua barbata var. rothrockii) та мічоаканський кучерявий мескіт (Hilaria semplei).
Сухі ліси Бальсасу демонструють флористичну спорідненість з сухими лісами, поширеними на тихоокеанському узбережжі Мексики. Ізоляція екорегіону від прибережних сухих лісів сприяла диверсифікації багатьох таксонів, що призвело до появи великої кількості ендемічних видів. Близько 45 % видів рослин, поширених у каньйоні Сопілоте в штаті Герреро та близько 30 % видів рослин, поширених в заповіднику Сікуїран-Інфернільйо в Мічоакані, зустрічаються лише в басейні Бальсасу. Близько половини з 45 видів бурзер (Bursera spp.), поширених в екорегіоні, є ендеміками. Крім того, екорегіон є центром різноманіття для акацій (Acacia spp.), молочаїв (Euphorbiaspp.), бронгніартій (Brongniartia spp.), десмодіумів (Desmodium spp.), кручених паничів (Ipomoea spp.), довгоплідників (Lonchocarpus spp.), маммілярій (Mammillaria spp.) та для родин Комелінові (Commelinaceae) і Бобові (Fabaceae).

## Фауна
Серед поширених в екорегіоні ссавців слід відзначити білохвостого оленя (Odocoileus virginianus), ошийникового пекарі (Dicotyles tajacu), білобокого зайця (Lepus callotis), мексиканського кролика (Sylvilagus cunicularius), мексиканську рудочереву вивірку (Sciurus aureogaster), техаського рисового хом'яка (Oryzomys couesi), лісового хом'яка Аллена (Hodomys alleni), мексиканську байомишку (Baiomys musculus), велетенського гоферика (Orthogeomys grandis), віргінського опосума (Didelphis virginiana), сіруватого мишачого опосума (Tlacuatzin canescens), дев'ятипоясного броненосця (Dasypus novemcinctus), північного тамандуа (Tamandua mexicana) та звичайного вампіра (Desmodus rotundus). 
Серед хижаків, поширених в регіоні Бахіо, слід відзначити північноамериканську пуму (Puma concolor couguar), оцелота (Leopardus pardalis), маргая (Leopardus wiedii), ягуарунді (Herpailurus yagouaroundi), койота (Canis latrans), сіру лисицю (Urocyon cinereoargenteus), білоносу носуху (Nasua narica), довгохвосту ласицю (Neogale frenata), північноамериканську котофредку (Bassariscus astutus), тайру (Eira barbara), американського свинорилого скунса (Conepatus leuconotus), довгохвостого скунса (Mephitis macroura) та звичайного ракуна (Procyon lotor). Ендемічними або майже ендемічними представниками екорегіону є тропічні ховрахи (Notocitellus adocetus). болотяні оленячі миші (Peromyscus perfulvus), карликові жовті кажани (Rhogeessa mira) та бананові листоноси (Musonycteris harrisoni). Раніше в регіоні зустрічалися ягуари (Panthera onca), однак наразі вони тут вимерли.
Серед поширених в екорегіоні птахів слід відзначити західну чачалаку (Ortalis poliocephala), велику піаю (Piaya cayana), малого ані (Crotophaga sulcirostris), руду таязуру (Morococcyx erythropygus), тукухіло (Antrostomus ridgwayi), мексиканського свіфта (Streptoprocne semicollaris), біловусого колібрі-ангела (Heliomaster constantii), рудокрилу амазилію-берила (Saucerottia beryllina), фіолетовоголову агиртрію (Ramosomyia violiceps), мексиканського колібрі-смарагда (Cynanthus auriceps), синьогорлого цинантуса (Cynanthus latirostris), американського боривітра (Falco sparverius), буру сову-лісовика (Strix virgata), світлоголового сичика-горобця (Glaucidium palmarum), ошатноперого трогона (Trogon elegans), мексиканського момота (Momotus mexicanus), мексиканську гілу (Melanerpes chrysogenys), мексиканського аратингу (Eupsittula canicularis), світлогорлого копетона (Myiarchus nuttingi), блідого копетона (Myiarchus tyrannulus), тропічного тирана (Tyrannus melancholicus), товстодзьобого тирана (Tyrannus crassirostris), велику пітангу (Pitangus sulphuratus), золотистого віреона (Vireo hypochryseus), білогорлу сойку (Cyanocorax formosus), білощоку комароловку (Polioptila albiloris), синалойського поплітника (Thryophilus sinaloa), вохристого поплітника (Pheugopedius felix), синього пересмішника (Melanotis caerulescens), мексиканського дрозда (Turdus rufopalliatus), вогнистоголового трупіала (Icterus pustulatus), мексиканського касика (Cassiculus melanicterus), сіроголового жовтогорлика (Geothlypis poliocephala), широкобрового чінголо (Peucaea ruficauda), пурпурову скригнатку (Passerina versicolor), велику гранателу (Granatellus venustus) та бурогузого зерноїда (Sporophila torqueola).
Майже ендемічними представниками екорегіону є смугасті перепелиці (Philortyx fasciatus), гуєрерські свіфти (Cypseloides storeri), сірогорлі цинантуси (Phaeoptila sordida), чагарникові колібрі-білозори (Calothorax pulcher), бурі сплюшки (Megascops seductus), сірогорлі гіли (Melanerpes hypopolius), буроволі москверо-чубані (Xenotriccus mexicanus), мексиканські віреони (Vireo nelsoni), мексиканські різжаки (Campylorhynchus humilis), білогорлі чінголо (Peucaea humeralis) та жовтогруді скригнатки (Passerina leclancherii).

## Збереження
Оцінка 2017 року показала, що 5192 км², або 8 % екорегіону, є заповідними територіями. Природоохоронні території включають: Національний парк Ель-Тепостеко, Національний парк Грутас-де-Какауамільпа, Природний парк Сьєрра-де-Нанчітітла, Біосферний заповідник Сьєрра-де-Уаутла, Біосферний заповідник Теуакан-Куїкатлан, Біосферний заповідник Сікуїран-Інфернільйо, Заповідну зону флори і фауни Бокерон-де-Тонала та Біологічний коридор Чичинаутцін. 